# Królestwo Finlandii
Królestwo Finlandii (fiń. Suomen kuningaskunta, szw. Konungariket Finland) – państwo powstałe w wyniku proklamacji niepodległości 6 grudnia 1917 przez Eduskuntę dotychczasowego Wielkiego Księstwa Finlandii, realizujący koncepcję utrzymania ustroju monarchicznego w Finlandii.

## Historia
Finlandia – przez stulecia należąca do Szwecji, a od roku 1809 do Imperium Rosyjskiego – była od czasów Wazów Wielkim Księstwem cieszącym się (zmieniającą się w czasie) autonomią. 15 listopada 1917 parlament (Eduskunta) postanowił stosunkiem głosów 127:68 o przejęciu władzy w państwie oraz przekazał ją Senatowi. 4 grudnia 1917 przewodniczący Senatu Pehr Svinhufvud przedstawił opracowaną przez Senat informację rządu. Nazwana później Deklaracją Niepodległości została 6 grudnia 1917 przyjęta przez Eduskuntę (stosunkiem głosów 127:68) ogłaszającą tym samym niepodległość kraju. Komitet Centralny partii bolszewickiej uznał niepodległość już 28 grudnia 1917 roku. 31 grudnia 1917 przewodniczący Senatu otrzymał na swoje ręce akceptację rządu radzieckiego, a 4 stycznia 1918 roku decyzję tę zaakceptował Komitet Centralny Rad Delegatów Robotniczych i Żołnierskich. Tego samego dnia niepodległość Finlandii uznały Francja i Szwecja. Cesarstwo Niemieckie natomiast dokonało tego 6 stycznia, z zastrzeżeniem Ministerstwa Spraw Zagranicznych, że de facto dokonało tego już dwa dni wcześniej.

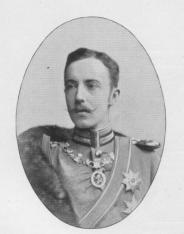
Väinö I (Fryderyk Karol von Hessen-Kassel), nominalny król Finlandii

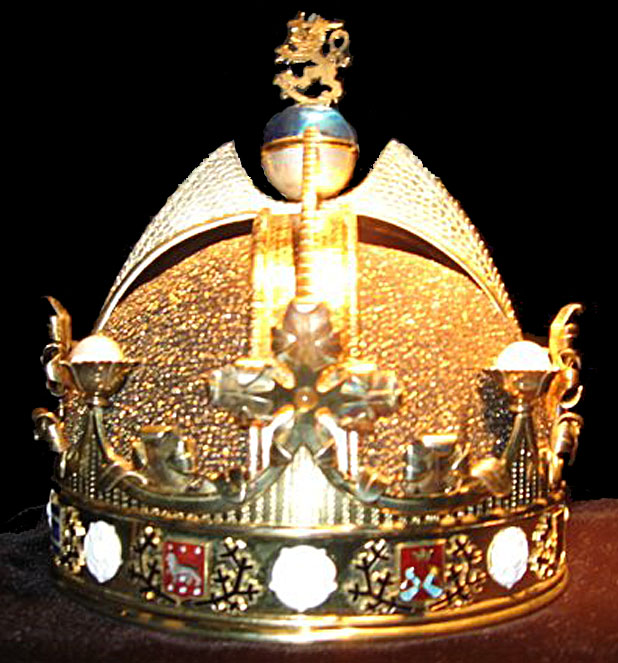
Fińska korona królewska

Pomiędzy styczniem a majem 1918 roku doszło w Finlandii do niezwykle krwawych walk w ramach wojny domowej w Finlandii pomiędzy siłami Czerwonych (punaiset), wspieranych przez radziecką Rosję a siłami Białych (valkoiset), wspieranych przez Niemcy.
Kraj po ogłoszeniu niepodległości uznał za obowiązującą konstytucję króla szwedzkiego i wielkiego księcia Finlandii Gustawa III z roku 1772 jako ostatnią legalną ustawę zasadniczą kraju przed zaborem przez Rosję. Formalnie Finlandia była zatem nadal monarchią (co potwierdził parlament 15 maja 1918 roku). 27 maja 1918 roku powołano regentem szlachcica Pehra Svinhufvuda (późniejszy prezydent kraju). Przewodniczył on dość silnej partii monarchistycznej i proniemieckiej zarazem, która przeforsowała ogłoszenie kraju królestwem i wybór na króla (na podstawie 38 paragrafu Aktu o formie rządu z 1772 roku) z datą 9 października 1918 szwagra cesarza Wilhelma II, księcia Fryderyka Karola Ludwika Konstantyna landgrafa von Hessen-Kassel (1868-1940), pochodzącego z suwerennego rodu landgrafów i elektorów Hesji-Kassel, zdetronizowanego przez Bismarcka w roku 1866.
Fryderyk Karol Heski przyjął wybór i został ogłoszony dziedzicznym królem jako Väinö I. Początkowo, w akcie wyboru na króla, zwano go Kaarle I (Karol I), ale wkrótce zmieniono imię na inne, rodowite fińskie. Miał nosić tytuł król Finlandii i Karelii, książę Alandii, wielki książę Laponii, pan Północy. Na następcę tronu przewidziany był młodszy syn Wolfgang Moritz (1896-1989, w czasie II wojny światowej stacjonujący w Laponii jako niemiecki oficer, otrzymał w 1943 fiński Order Krzyża Wolności III kl.). W roli regenta urzędował w tym czasie Pehr Evind Svinhufvud. Przygotowywano się do koronacji i sporządzono do dziś istniejącą koronę królewską, która znajduje się obecnie w muzeum w Kemi w północnej Finlandii.
Zanim Fryderyk zdążył dotrzeć do Finlandii, nastąpiła klęska państw centralnych i abdykacja Wilhelma II i wszystkich monarchów niemieckich. W takiej sytuacji Väinö I zrzekł się tronu 14 grudnia 1918 roku. Svinhufvud ustąpił już 12 grudnia, funkcję regenta przejął generał Gustaw Mannerheim, umiarkowany monarchista. Frakcje monarchistyczne nie mogły się jednak pogodzić co do osoby nowego kandydata do tronu. W roku 1919 przegrały wybory i Finlandia została ogłoszona republiką. Nowy Akt o formie rządu (nowa republikańska konstytucja) został przyjęty przez Eduskuntę 21 czerwca 1919 roku. 17 lipca 1919 roku uzyskał on sankcję Mannerheima, a zaczął obowiązywać 19 lipca.